# Loxioda alternans
Loxioda alternans là một loài bướm đêm trong họ Noctuidae.